# Ginásio da Universidade de Tecnologia de Pequim
O Ginásio da Universidade de Tecnologia de Pequim é uma arena indoor localizada no campus da Universidade de Tecnologia de Pequim, no distrito de Chaoyang em Pequim, na China.
O ginásio foi construído para os Jogos Olímpicos de Verão de 2008, nos quais sediou as competições de Badminton e ginástica rítmica.
Após os Jogos, o ginásio serve para atividades dos universitários, além dos treinamentos das equipes de badminton afiliadas à Federação Internacional de Badminton. Ocasionalmente o ginásio será aberto ao público.

## Detalhes da obra
- Tipo: Novo
- Área total: 24.383 m²
- Assentos permanentes: 5.800
- Assentos temporários: 1.700
- Início das obras: 30 de junho de 2005